# Neville Longbottom
Neville Longbottom (ur. 30 lipca 1980) – postać fikcyjna z cyklu powieści Harry Potter autorstwa J.K. Rowling. Był rówieśnikiem Harry’ego Pottera, należał do Gryffindoru. Przez początkową część cyklu jest opisany jako wyjątkowo nieporadny, niepewny siebie, zapominalski i zdominowany przez apodyktyczną babcię Augustę Longbottom.

## Przeszłość
Był jednym z dwóch adresatów przepowiedni Sybilli Trelawney z 1979/1980 roku.

OTO NADCHODZI TEN, KTÓRY MA MOC POKONANIA CZARNEGO PANA... ZRODZONY Z TYCH, KTÓRZY TRZYKROTNIE MU SIĘ OPARLI, A NARODZI SIĘ, GDY SIÓDMY MIESIĄC DOBIEGNIE KOŃCA... A CHOĆ CZARNY PAN NAZNACZY GO JAKO RÓWNEGO SOBIE, BĘDZIE ON MIAŁ MOC, JAKIEJ CZARNY PAN NIE ZNA... I JEDEN Z NICH MUSI ZGINĄĆ Z RĘKI DRUGIEGO, BO ŻADEN NIE MOŻE ŻYĆ, GDY DRUGI PRZEŻYJE... TEN, KTÓRY MA MOC POKONANIA CZARNEGO PANA, NARODZI SIĘ, GDY SIÓDMY MIESIĄC DOBIEGNIE KOŃCA...

Ci, którzy trzykrotnie mu się oparli to byli Longbottomowie: Alicja i Frank, oraz Potterowie: Lily i James. Oba małżeństwa byli członkami Zakonu Feniksa. Severus Snape przekazał tylko część przepowiedni swemu panu, Lordowi Voldemort, do momentu kiedy „wybraniec” się narodzi. Tom Marvolo Riddle wybrał Harry’ego Pottera i jego rodziców na cel, gdyż Harry − tak jak Sami–Wiecie–Kto − nie był przedstawicielem „czystej krwi” i wypełnił przepowiednię w Halloween 1981 roku.
Po jego upadku, gdy wydawało się, że wszyscy są już bezpieczni, Bellatrix Lestrange z mężem, szwagrem i Bartemiuszem Crouch Juniorem nie wiedzieli gdzie znajduje się Czarny Pan. Sądzili, że takie informacje posiadają Alicja i Frank, rodzice Neville’a. Byli torturowani zaklęciem cruciatus aż do utraty zmysłów. Przebywali w Szpitalu św. Munga. Napastników skazano natomiast na Azkaban.
Neville od tego momentu był wychowywany przez babkę, Augustę. Kilkuletni Neville otrzymał Teodorę (ang. Trevor), ropuchę od wujka Algie.

## Teraźniejszość
Pierwsza dekada i pierwszy rok nauki (wrzesień 1991 do czerwca 1992)
Neville zgubił Teodorę, dzięki czemu poznał Hermionę Granger, a następnie Rona Weasleya i Harry’ego Pottera. Teodora odnalazła się w czasie przeprawy przez jezioro do Hogwartu.
Podczas ceremonii przydziału Neville był bardzo zdenerwowany. Poprosił tiarę o przydzielenie go do Hufflepuffu, twierdząc, że nie jest na tyle odważny, by być w innym domu, ale ta uznała, że nadaje się do Gryffindoru. Chłopiec dostał od babci przypominajkę. Dostarczyła mu ją sowa w drugim tygodniu nauki w Hogwarcie. Ten magiczny przedmiot przysłużył się poniekąd Harry’emu – wyrzuconą przypominajkę przez Malfoya na lekcji latania złapał w pięknym stylu Harry, dzięki czemu został członkiem drużyny quidditcha.
Prawdziwą katorgą były dla niego lekcje eliksirów. Prowadził je profesor Snape, który nie przepadał za Neville’em, natomiast bardzo dobrze powodziło mu się na lekcjach zielarstwa z profesor Pomoną Sprout.
Próbował powstrzymać Harry’ego, Rona i Hermionę przed wyprawą do Zakazanego Lasu, lecz Hermiona rzuciła na niego zaklęcie pełnego porażenia ciała.
Na uczcie pożegnalnej Neville dostał od Dumbledore’a 10 pkt. dla swojego domu, co dało zwycięstwo Gryffindorowi w Pucharze domów.
Drugi rok nauki (wrzesień 1992 do czerwca 1993)
Po tym jak Bazyliszek zaatakował Colina Creeveya, Neville bał się, że także padnie ofiarą stworzenia. Próbował się chronić, kupując podejrzane przedmioty. Koledzy próbowali mu wytłumaczyć, że żaden stwór nic mu nie zrobi, bo jest czarodziejem czystej krwi.
Neville wziął udział w pierwszym i jedynym spotkaniu klubu pojedynków organizowanym przez profesora Lockharta. Uczniowie uczyli się zaklęcia rozbrajającego w parach. Wnuk Augusty ćwiczył z Justinem Finch-Fletchleyem. Chwilę potem, gdy nauczyciele chcieli nauczyć ich obrony przed tym zaklęciem, Lockhart wybrał właśnie tę parę, lecz Snape powiedział, że każde zaklęcie jakie rzuci Neville kończy się tragicznie.
Niedługi czas po walentynkach to on poinformował Harry’ego o tym, że ktoś przeszukiwał jego rzeczy.
Trzeci rok nauki (wrzesień 1993 do czerwca 1994)
Boginem − uosobieniem najgorszego strachu − Neville’a był Snape, ale kontr zaklęciem ridikkulus, zmienił go, nadając mu strój swojej babci z wypchanym indykiem na kapeluszu.
Wiosną 1994, Neville zgubił hasła do wieży Gryffindoru. Wykradł je Krzywołap − kot Hermiony − dla Syriusza Blacka, polującego na szczura Rona, „Parszywka”. To spotkało się z gwałtowną reakcją McGonnagall i babci Neville’a.
Czwarty rok nauki (wrzesień 1994 do czerwca 1995)
Na pierwszej lekcji Bartemiusz Crouch Junior w powłoce Alastora „Szalonookiego” Moody pokazał wszystkim uczniom działanie zaklęcia kontrolującego ciało − imperius, zadającego nieopisany ból − crucio oraz uśmiercającego − avada kedavra. Podczas drugiego zaklęcia, dzięki Hermionie, zorientował się, że Neville cierpi, dlatego zaprosił go do siebie i podarował kilka książek, w tym „Magiczne Rośliny Wodne Morza Śródziemnego”.
Harry, przygotowując się do drugiego zadania Turnieju Trójmagicznego, rozgrywającego się pod wodą, miał podejść do Neville’a po pomoc. Ten poleciłby mu skrzeloziele, umożliwiające oddychanie pod wodą przez godzinę. Nie zrobił tego, na złość Bartemiuszowi.
W książce, gdy to zamierzenie nie wypaliło, to skrzat Zgredek podsłuchał celowo głośną rozmowę Bartemiusza Croucha Juniora w powłoce Alastora z profesor McGonagall i to on wręczył roślinę Harry’emu z kantorka zapasów profesora Snape’a.
Natomiast w ekranizacji, Bartemiusz przywołał Neville’a na godzinę przed drugim zadaniem by pomógł Harry’emu w bibliotece z książkami i ten podpowiedział mu informacje o skrzelozielu, po czym zam je zdobył i mu je wręczył.
Chłopak wybrał się na Bal Bożonarodzeniowy z Ginny Weasley.
Piąty rok nauki (wrzesień 1995 do czerwca 1996)
Wobec odrodzenia się Lorda Voldemrota w czerwcu zeszłego roku, tuż po skończeniu 3. zadania Turnieju Trójmagicznego, Neville bronił Harry’ego w jego wersji o odrodzeniu się Czarnoksiężnika.
Ministerstwo Magii nie mogło tego znieść, więc zainstalowało w szkole Dolores Jane Umbridge, która nauczała w szkole tylko teorii.
Po przybyciu do Hogwartu, Neville bronił Harry’ego podczas kłótni z Seamusem Finniganem, twierdząc, że Prorok Codzienny kłamie, a nie Harry i Dumbledore. On i jego babcia uważali, że Voldemort powrócił. Gryfoni postanowili założyć „Gwardię Dumbledore’a” − tajną organizację, która miała na celu nauczanie Obrony przed Czarną Magią z prawdziwego zdarzenia, za plecami Umbridge i Ministerstwa.
Bunt dementorów w Azkabanie i ucieczka wielu śmierciożerców, w tym prześladowczyni jego rodziców, było punktem zwrotnym w życiu chłopaka. Wyzwoliło to w nim wolę walki. Zmężniał i zaczął robić niesamowite postępy podczas nauk kolejnych przeciw uroków pobieranych od Harry’ego.
Neville przez przypadek spotkał też przyjaciół w szpitalu świętego Munga, gdy Harry z przyjaciółmi odwiedził ojca Rona, Artura Weasleya. Neville’a wraz z babcią Augustą odwiedzał w tym czasie swoich rodziców. Dopiero teraz przyjaciele dowiedzieli się, dlaczego Neville’a wychowuje babcia. Cała sytuacja była dla chłopca bardzo stresująca i kłopotliwa. Alicja pokazała się im zza parawanu i wręczyła mu papierek od cukierka. Wbrew dyspozycji babci, nie wyrzucił go do śmieci.
Pod koniec roku szkolnego Neville poddał się testom − jak każdy uczeń 5. roku − na Standardowe Umiejętności Magiczne (SUM). Następnie wraz z Harrym, Ronem, Hermioną, Ginny i Luną, wyruszył do Ministerstwa Magii by ratować Syriusza. Gdy okazało się, że jest to tylko projekcja umysłu Voldemorta wszczepiona Harry’emu, by ten mógł bezpiecznie wziąć przepowiednie Trelawney sprzed 16 lat i przekazać ją śmierciożercom, wybuchał walka. Po pewnym czasie tylko Neville był w stanie walczyć u boku Harry’ego. Podczas potyczki w Ministerstwie Magii, Neville zniszczył niechcący przepowiednię. Nastolatków uratował Zakon Feniksa i sam Albus Dumbledore, a minister magii Korneliusz Knot wreszcie uwierzył w powrót Zła.
Jeden ze śmierciożerców zniszczył starą różdżkę Neville’a, po ojcu Franku. Dlatego babcia kupiła mu nową – 13-calową z wiśniowego drewna, której rdzeń stanowił włos jednorożca. Ollivander sprzedał ją jako ostatnią przed swoim zniknięciem. Dopiero po tym wydarzeniu Augusta zaczęła go doceniać i być z niego dumna, oraz porównywać do ojca, aurora.
Szósty rok nauki (wrzesień 1996 do czerwca 1997)
Został zaproszony do przedziału Horacego Slughorna, nowego nauczyciela eliksirów na podwieczorek. Slughorn szukał wpływowych lub powiązanych ze sławnymi osobami uczniów, aby zaprosić ich do swojego „Klubu Ślimaka”, ale Neville zdawał się nie spełniać wymagań Slughorna.
Neville zdał SUMy: zielarstwo na „wybitny”, obronę przed czarną magią i zaklęcia profesorem Flitwizck na „powyżej oczekiwań” oraz transmutację na „zadowalający”. Po raz pierwszy usłyszał też komplement od McGonnagall, że jego babcia nie powinna go pchać na przedmioty, które od niego oczekuje (transmutacja), a nie utrudniała mu udania się na te zajęcia, których sama wcześniej nie zdała (zaklęcia).
Pod koniec roku szkolnego, Neville uczestniczył w Bitwie na Wieży Astronomicznej. Wraz z Luną Lovegood, był jedynym członkiem Gwardii Dumbledore’a, który odpowiedział na wezwanie poprzez monetę. Pod Pokojem Życzeń z Ronem i Ginny, czekał na Dracona Malfoya, który uciekł im przy pomocy Peruwiańskiego Proszku Natychmiastowej Ciemności. Neville walczył dzielnie i został ranny. Przebywał w skrzydle szpitalnym przez jakiś czas. Udał się na pogrzeb Albusa Dumbledore’a.
Siódmy rok nauki (wrzesień 1997 do maja 1998)
Gdy Neville przyjechał do Hogwartu, aby dokończyć edukację, nowym dyrektorem szkoły został Severus Snape. Na stanowisko nauczyciela Obrony Przed Czarną Magią został mianowany Amycus Carrow, który od tej pory nauczał tylko czarnej magii, natomiast Mugoloznastwa nauczała jego siostra Alecto Carrow. Neville, Ginny i Luna reaktywowali Gwardię Dumbledore’a (GD). Wiedząc, że Harry szuka miecza Gryffindora, próbowali wykraść go z gabinetu Snape’a, ale zostali nakryci. Za karę Snape kazał udać im się z Hagridem do Zakazanego Lasu. Gdy zakończyły się święta Wielkiej Nocy, Ginny nie wróciła do Hogwartu, natomiast Luna została porwana przez śmierciożerców za publikacje, które jej ojciec drukował w „Żonglerze”. Neville’a pozostawiono samemu sobie. Wraz z innymi uczniami był zmuszany do rzucania niewybaczalnych zaklęć na pierwszoroczniakach. Gdy odmówił, został pobity przez śmierciożerców. Organizował akcje sabotażowe na terenie szkoły i stawał się przez to coraz większym utrapieniem dla Carrowów. Widząc, że torturowanie i szlabany nie robią na chłopaku wrażenia, próbowali złamać go, chcąc porwać jego babcię, jednak nie docenili staruszki, która bez problemu poradziła sobie z aurorem i zaczęła się ukrywać. W końcu śmierciożercy uznali, że nic nie stracą, zabijając Neville’a. Uciekając przed Carrowami znalazł schronienie w Pokoju Życzeń. Używając magicznych zdolności pokoju i własnej inteligencji zablokował wejście rodzeństwu jak i wszystkim zwolennikom Lorda Voldemorta, pozostawiając ją otwartą wszystkim przeciwnikom reżimu. Wkrótce też dołączyło do niego wielu członków GD. Neville tak dobrze znający Pokój Życzeń i jego właściwości, odkrył przejście prowadzące do Gospody pod Świńskim Łbem. Jej właścicielem był brat Albusa Dumbledore’a – Aberforth, który od tej pory zaopatrywał członków GD w żywność.
Gdy Harry, Ron i Hermiona dostali się dzięki pomocy Aberfortha do Pokoju Życzeń, dla przebywających tam członków GD stało się jasne, że jest to sygnał do walki ze śmierciożercami. Harry przyszedł jednak tylko szukać horkruksa. Neville zawiadomił tych członków GD, którzy ukończyli Hogwart, a oni przekazali informację członkom Zakonu Feniksa. W czasie szukania przez Harry’ego horkruksa wywiązała się Druga Bitwa o Hogwart. Pod koniec walk Neville, używając miecza Gryffindora, zabił węża Voldemorta – Nagini. Był też jedyną osobą, która nie załamała się po ogłoszeniu śmierci Harry’ego. Wkrótce potem Bellatrix Lestrange i Voldemort padli martwi.

## Epilog
W trakcie dziewiętnastu lat jakie minęły od wielkiej wiktorii, Neville Longbottom został nauczycielem zielarstwa w Hogwarcie.
Poślubił dawną uczennicę Huffelpuffu, Hannę Abbott.